# Sphiggurus
Los puercoespines de cola prensil (Sphiggurus) son un género de roedores histricomorfos de la familia Erethizontidae que incluye a varias especies de puercoespines de la Región Neotropical.

## Especies
Se han descrito las siguientes especies:
- Sphiggurus ichillus
- Sphiggurus insidiosus
- Sphiggurus melanurus
- Sphiggurus mexicanus
- Sphiggurus pruinosus
- Sphiggurus roosmalenorum
- Sphiggurus spinosus
- Sphiggurus vestitus
- Sphiggurus villosus